# 2022년 상무 피닉스 야구단 시즌
2022년 상무 피닉스 야구단 시즌은 상무 야구단이 KBO 퓨처스리그에 참가한 22번째 시즌이다. 박치왕 감독이 팀을 이끌었다. 팀은 남부리그 6팀 중 1위에 올라 11년 연속으로 리그 우승을 차지했으며, 전체 11팀 중 승률 1위를 기록했다.

## 타이틀
- 2022 WBSC U-23 야구 월드컵 은메달: 박희수(코치), 지재옥(코치), 이상영, 손성빈
- 승률: 김민규 (0.909)
- 이닝: 이상영 (119.2)
- 탈삼진: 이상영 (109)
- 최소 피안타: 김기훈 (64)
- 최소 피홈런: 김민규 (2)
- 최소 볼넷 허용: 김민규, 이상영 (26)
- 타율: 최원준 (0.382)
- 타석: 최원준 (430)
- 득점: 이유찬, 최원준 (90)
- 안타: 최원준 (124)
- 2루타: 최준우 (26)
- 타점: 최준우 (83)
- 도루: 이유찬 (34)
- 볼넷: 최원준 (86)
- 장타율: 최원준 (0.511)
- 출루율: 최원준 (0.509)
- 남부리그 평균자책점: 김기훈 (2.95)
- 남부리그 다승: 김민규, 이상영, 이원준 (10)
- 남부리그 세이브: 김민 (12)
- 남부리그 홀드: 배동현 (10)
- 남부리그 최소 실점: 김기훈 (29)
- 남부리그 최소 자책점: 김기훈 (28)
- 남부리그 3루타: 이유찬 (5)
- 남부리그 사구: 김찬형 (13)

## 선수단
- 선발투수 : 이상영, 이원준, 김민규, 김기훈, 최성영, 최채흥, 이승민
- 구원투수 : 배동현, 손동현, 배민서, 조병현, 최지광, 김현수, 장민기, 오동욱, 송재영, 김인범, 김주한, 배재환, 정우준
- 마무리투수 : 김민
- 포수 : 김형준, 손성빈, 김도환, 장규현
- 내야수 : 이유찬, 나승엽, 최준우, 천성호, 최정원, 김찬형, 홍종표, 박민, 구본혁, 조한민
- 외야수 : 최원준, 최인호, 김재혁, 임병욱, 변상권, 김성욱

## 같이 보기
- 2023년 상무 피닉스 야구단 시즌